# Viktorija Senkutė
Viktorija Senkutė (ur. 12 kwietnia 1996 w Trokach) – litewska wioślarka. Olimpijka z Paryża 2024, gdzie zdobyła brązowy medal w rywalizacji jedynek kobiet. Ponadto zajęła piąte miejsce w zawodach Pucharu Świata 2022, oraz szóste miejsce na Mistrzostwach Świata 2023 i Mistrzostwach Europy 2024. 
W wieku 15 lat zdiagnozowano u niej padaczkę. W późniejszym czasie wyjechała do Stanów Zjednoczonych i podjęła studia na Uniwersytecie Centralnej Florydy.
Swoją przygodę ze sportem rozpoczynała trenując kolarstwo.

## Życie prywatne
Viktorija Senkutė spotyka się z litewskim kajakarzem, Simonasem Maldonisem.